# Lucie Škrobáková
Lucie Škrobáková (née le 4 janvier 1982 à Hodonin) est une athlète tchèque spécialiste du 100 mètres haies.
Elle se révèle durant l'année 2001 en remportant la médaille de bronze du 100 m haies des Championnats d'Europe juniors de Grosseto.
En début de saison 2009, Lucie Škrobáková monte sur la deuxième marche du podium du 60 m haies des Championnats d'Europe en salle de Turin, derrière la Belge Eline Berings. Son temps de 7 s 95 constitue un nouveau record de République tchèque.
Le 4 mars 2011, au Palais omnisports de Paris-Bercy, avec en 8 s 10, elle décroche la 7e place de la finale du 60 mètres haies des Championnats d'Europe en salle derrière notamment l'Allemande Carolin Nytra (7 s 80), la Britannique Tiffany Ofili (7 s 80) et la Norvégienne Christina Vukicevic (7 s 83).
Son record personnel sur 100 m haies est de 12 s 73, établi le 5 juillet 2009 à Kladno.

## Palmarès
| Année | Compétition                    | Lieu     | Place | Épreuve     |
| ----- | ------------------------------ | -------- | ----- | ----------- |
| 2001  | Championnats d'Europe juniors  | Grosseto | 3e    | 100 m haies |
| 2009  | Championnats d'Europe en salle | Turin    | 2e    | 60 m haies  |
| 2011  | Championnats d'Europe en salle | Paris    | 7e    | 60 m haies  |